# 香港一百元紙幣

中國銀行在1994年至2000年發行的香港100元紙幣

一百元紙幣，又稱100蚊鈔票，是現時流通的香港紙幣之一，面額為100港元，目前分別由香港3間發鈔銀行發行。由於最大發鈔銀行──香港上海滙豐銀行長期以來的100元紙幣都是以紅色為主調，所以香港民間俗稱「紅衫魚」。以鈔票編號計算，100元紙幣的發行量僅次於20元紙幣。

## 歷史

渣打銀行於1934年至1958年發行的香港100元紙幣

100元紙幣早在19世紀中已由當時的3間發鈔銀行──香港上海匯理銀行（即後來的滙豐銀行）、印度新金山中國渣打銀行（即後來的渣打銀行）、印度倫敦中國三處匯理銀行（即後來的有利銀行）發行。直到二次大戰以前，3間發鈔銀行的100元紙幣的設計分別出現了數次變化，尺寸、顏色、風格一直皆有不同。
戰後，3間發鈔銀行繼續發行戰前樣式的100元紙幣。直到1959年，滙豐銀行及有利銀行改變了100元紙幣的設計，兩間銀行的鈔票除大幅縮小外，也採用相同尺寸及色彩。不過實際上，滙豐銀行的鈔票圖案設計改動不大。1961年，渣打銀行也重新設計鈔票，尺寸跟其他銀行一樣，但依舊以綠色印刷。
在1970年，渣打銀行大幅更改鈔票設計，改以紅色為主調。滙豐銀行及有利銀行也相繼在1972年及1974年改變鈔票設計。不過，有利銀行的新鈔票只在1974年發行了一次，之後便完全停止了數十年的發鈔工作。而渣打銀行在1979年又再重新設計一系列鈔票，以中國傳統瑞獸為題材，當中100元紙幣用上了「麒麟」。
自1985年起，兩間發鈔銀行重新設計100元紙幣，尺寸再度「縮水」，變成現時的大小。在1989年，滙豐銀行改以淺紅色及桃色印刷100元紙幣，原因可能是原有設計的顏色過深，同樣現象也出現在20元及1000元紙幣身上。有趣的是，滙豐銀行也曾在1977年改以淺紅色印刷100元紙幣，取代原有的深紅色。

滙豐銀行於1985年至1988年發行的香港100元紙幣

在1993年，兩間發鈔銀行因應香港主權移交日期漸近，更改了原本帶有英國色彩的鈔票設計。不過，渣打銀行的鈔票變動不大，沿用過去的「麒麟」圖案。到了1994年，中國銀行香港分行（即後來的中銀香港）也加入發行100元紙幣。
在2003年，3間發鈔銀行的100元紙幣設計同時更改，加入相近的防偽特徵。
2018年7月24日，香港金融管理局及3間發鈔銀行宣布發行新版100元鈔票，以粤剧为主题，并于2019年9月3日推出。
巧合的是，現時最新版本的人民幣100元鈔票及新台幣100元鈔票，也是以紅色為主調。

## 紙幣暱稱
- 紅衫魚：是最通行且沿用至今的100元鈔票暱稱，因設計以紅色為主調而得名。

1959年以前發行的匯豐銀行100元紙幣，俗稱「大聖書」

### 匯豐銀行發行
- 1927-1959年：大聖書，紙幣尺寸較大，有一個使者拿住經書而得名
- 1959-1972年：小聖書，尺寸較小而得名
- 1972-1976年：荔枝紅，比較深的紅色
- 1977-1983年：胭脂紅，比較淺的紅色
- 1985-1988年：八卦紅，比較深的紅色 , 帶有八角形圖案
- 1989-1992年：黑獅子，比較淺的紅色 , 鈔票後面的一對獅子由85年版的紅色改為黑色 , 且加入較多顏色和細節

### 渣打銀行發行
- 1934-1956年：老爺車，紙幣描繪不列顛尼亞女神坐像，其英國米字旗橢圓盾牌被穿鑿附會為車輪而得名
- 1959-1970年：大綠匙，紙幣是綠色，並且有鑰匙圖案，背面印有1950年代尾從九龍望向港島的維港景觀
- 1970-1977年：紅屋，紅色和有當時渣打銀行的大樓，背面印有海運大廈
- 1979-1982年：大麒麟/火麒麟，紙幣尺寸大和有一條麒麟
- 1985-1992年：長棍麒麟，紙幣左邊的條形較長和有一條麒麟
- 1993-2002年：短棍麒麟，紙幣左邊的條形較短和有一條麒麟

### 有利銀行發行
- 1912-1960年：大花園，紙幣正中間有花園圖案
- 1964-1973年：地圖，紙幣正面有當時的香港地圖
- 1974年：揸叉，紙幣正面有一個人握著叉子

## 現時一般流通的一百元紙幣
| 發鈔銀行  | 發鈔銀行 | 滙豐銀行                                   | 渣打銀行                                   | 中銀香港                                   |
| 尺寸      | 尺寸     | 153mm x 76mm                               | 153mm x 76mm                               | 153mm x 76mm                               |
| 2003 系列 | 正面圖案 | 銅獅「施迪」（Stitt）                      | 麒麟                                       | 中銀大廈                                   |
| 2003 系列 | 正面圖案 |                                            |                                            |                                            |
| 2003 系列 | 反面圖案 | 青馬大橋                                   | 1930年的香港海港景象                       | 青馬大橋                                   |
| 2003 系列 | 反面圖案 |                                            |                                            |                                            |
| 2010 系列 | 正面圖案 | 銅獅「施迪」（Stitt），香港汇丰总行大厦    | 麒麟                                       | 中銀大廈，洋紫荆花                         |
| 2010 系列 | 正面圖案 |                                            |                                            |                                            |
| 2010 系列 | 反面圖案 | 回归纪念日警察乐队庆祝游行                 | 中国印章，印制电路板                       | 狮子山                                     |
| 2010 系列 | 反面圖案 |                                            |                                            |                                            |
| 2018 系列 | 正面圖案 | 銅獅「施迪」，汇丰大厦                     | 渣打銀行大廈，富臨閣                       | 中銀大廈，洋紫荆花                         |
| 2018 系列 | 正面圖案 |                                            |                                            |                                            |
| 2018 系列 | 反面圖案 | 梨園粵韻（當中渣打發行的附有戲曲中心圖樣） | 梨園粵韻（當中渣打發行的附有戲曲中心圖樣） | 梨園粵韻（當中渣打發行的附有戲曲中心圖樣） |
| 2018 系列 | 反面圖案 |                                            |                                            |                                            |

### 滙豐銀行
| 版本 | 發行年份     | 發行資料 | 簽署                                            | 流通情況   |
| ---- | ------------ | -------- | ----------------------------------------------- | ---------- |
| 1985 | 1985年1月1日 | AA-BW    | 總經理：雷興悟（Peter Wrangham）                | 已退出流通 |
| 1985 | 1986年1月1日 | BX-DT    | 總經理：雷興悟（Peter Wrangham）                | 已退出流通 |
| 1985 | 1987年1月1日 | DU-FD    | 總經理：雷興悟（Peter Wrangham）                | 已退出流通 |
| 1985 | 1988年1月1日 | FE-GK    | 執行董事：雷興悟（Peter Wrangham）              | 已退出流通 |
| 1989 | 1989年1月1日 | GL-JB    | 總經理：施偉富（Paul Selway-Swift）             | 已退出流通 |
| 1989 | 1990年1月1日 | JC-MC    | 總經理：施偉富（Paul Selway-Swift）             | 已退出流通 |
| 1989 | 1991年1月1日 | MD-NR    | 總經理：施偉富（Paul Selway-Swift）             | 已退出流通 |
| 1989 | 1992年1月1日 | NR-QR    | 總經理：施偉富（Paul Selway-Swift）             | 已退出流通 |
| 1993 | 1993年1月1日 | AA-AX    | 執行董事：施偉富（Paul Selway-Swift）           | 已退出流通 |
| 1993 | 1994年1月1日 | AY-FE    | 執行董事：施偉富（Paul Selway-Swift）           | 已退出流通 |
| 1993 | 1996年1月1日 | FF-FQ    | 執行董事：施偉富（Paul Selway-Swift）           | 已退出流通 |
| 1993 | 1997年1月1日 | FQ-GF    | 總經理：林紀利（Christopher Patrick Langley）   | 已退出流通 |
| 1993 | 1997年7月1日 | AA-CF    | 總經理：林紀利（Christopher Patrick Langley）   | 已退出流通 |
| 1993 | 1998年1月1日 | CG-DG    | 總經理：林紀利（Christopher Patrick Langley）   | 已退出流通 |
| 1993 | 1999年1月1日 | DH-GN    | 執行董事：林紀利（Christopher Patrick Langley） | 已退出流通 |
| 1993 | 2000年1月1日 | GP-HK    | 總經理：柯清輝                                  | 已退出流通 |
| 1993 | 2001年1月1日 | HL-KJ    | 總經理：柯清輝                                  | 已退出流通 |
| 1993 | 2002年1月1日 | KJ-MR    | 總經理：柯清輝                                  | 已退出流通 |
| 2003 | 2003年7月1日 | AA-EZ    | 總經理：柯清輝                                  | 現較少流通 |
| 2003 | 2005年1月1日 | FA-HM    | 總經理：柯清輝                                  | 現較少流通 |
| 2003 | 2006年1月1日 | HN-KU    | 執行董事：王冬勝                                | 現較少流通 |
| 2003 | 2007年1月1日 | KV-ML    | 執行董事：王冬勝                                | 現較少流通 |
| 2003 | 2008年1月1日 | MM-QV    | 執行董事：王冬勝                                | 現較少流通 |
| 2003 | 2009年1月1日 | QW-WU    | 執行董事：王冬勝                                | 現較少流通 |
| 2010 | 2010年1月1日 | AA-DH    | 執行董事：王冬勝                                | 流通中     |
| 2010 | 2012年1月1日 | DJ-GK    | 行政總裁：王冬勝                                | 流通中     |
| 2010 | 2013年1月1日 | GL-JA    | 行政總裁：王冬勝                                | 流通中     |
| 2010 | 2014年1月1日 | JB-NQ    | 行政總裁：王冬勝                                | 流通中     |
| 2010 | 2016年1月1日 | NR-WK    | 行政總裁：王冬勝                                | 流通中     |
| 2018 | 2018年1月1日 | AA-ES    | 行政總裁：王冬勝                                | 流通中     |
| 2018 | 2022年1月1日 | ET-JZ    | 聯席行政總裁：廖宜建、羅銘哲（Surendra Rosha）  | 流通中     |

### 渣打銀行
| 版本 | 發行年份     | 發行資料   | 簽署                                                                            | 流通情況   |
| ---- | ------------ | ---------- | ------------------------------------------------------------------------------- | ---------- |
| 1979 | 1979年1月1日 | A-F        | 香港總經理：白朗（William Brown）、會計總監：A.G. Gledhill                      | 已退出流通 |
| 1979 | 1980年1月1日 | G-Q        | 香港總經理：白朗（William Brown）、財務總管：J.A.M. Docherty                    | 已退出流通 |
| 1979 | 1982年1月1日 | R-Y、AA-AD | 地區總經理：白朗（William Brown）、財務總管：J.A.M. Docherty                    | 已退出流通 |
| 1985 | 1985年1月1日 | A-Q        | 地區總經理：白朗（William Brown）、財務總管：麥華禮（Mark Waller）              | 已退出流通 |
| 1985 | 1986年1月1日 | R-Y、AA-AR | 地區總經理：白朗（William Brown）、地區財務總管：麥華禮（Mark Waller）          | 已退出流通 |
| 1985 | 1987年1月1日 | AS-AW      | 地區總經理：麥健時（John McKenzie）、地區財務總管：麥華禮（Mark Waller）        | 已退出流通 |
| 1985 | 1988年1月1日 | AX-BJ      | 地區總經理：麥健時（John McKenzie）、地區財務總管：麥華禮（Mark Waller）        | 已退出流通 |
| 1985 | 1989年1月1日 | BK-BX      | 地區總經理：麥健時（John McKenzie）、地區財務總管：麥華禮（Mark Waller）        | 已退出流通 |
| 1985 | 1990年1月1日 | BY-CD      | 總經理：賈世德（Ronald Carstairs）、地區財務總管：麥華禮（Mark Waller）         | 已退出流通 |
| 1985 | 1992年1月1日 | CE-CH      | 地區總經理：黎恪義（Anthony Willilam Nicolle）、財務總監：麥華禮（Mark Waller） | 已退出流通 |
| 1993 | 1993年1月1日 | A-Y、AA    | 地區總經理：黎恪義（Anthony Willilam Nicolle）、財務總監：麥華禮（Mark Waller） | 已退出流通 |
| 1993 | 1994年1月1日 | AB-AW      | 總經理：黎恪義（Anthony Willilam Nicolle）、財務主管：麥華禮（Mark Waller）     | 已退出流通 |
| 1993 | 1995年1月1日 | AX-BM      | 總經理：華禮信（Ian Ramsay Wilson）、財務主管：不詳                             | 已退出流通 |
| 1993 | 1996年1月1日 | BN-CH      | 總經理：華禮信（Ian Ramsay Wilson）、財務主管：Paul Turner                      | 已退出流通 |
| 1993 | 1997年1月1日 | CJ-DD      | 總經理：華禮信（Ian Ramsay Wilson）、財務主管：Paul Turner                      | 已退出流通 |
| 1993 | 1997年7月1日 | A-B        | 總經理：華禮信（Ian Ramsay Wilson）、財務主管：Paul Turner                      | 已退出流通 |
| 1993 | 1998年1月1日 | DE-EK      | 行政總裁：戴維思（Evan Mervyn Davies）、財務主管：David Chang                   | 已退出流通 |
| 1993 | 1999年1月1日 | EL-FW      | 行政總裁：戴維思（Evan Mervyn Davies）、財務主管：David Chang                   | 已退出流通 |
| 1993 | 2000年1月1日 | FX-GM      | 行政總裁：戴維思（Evan Mervyn Davies）、財務主管：David Chang                   | 已退出流通 |
| 1993 | 2001年1月1日 | GN-HF      | 總經理兼行政總裁：王冬勝、財務總監：馮隆春                                      | 已退出流通 |
| 1993 | 2002年1月1日 | HG-HH      | 總經理兼行政總裁：王冬勝、財務總監：馮隆春                                      | 已退出流通 |
| 2003 | 2003年7月1日 | AA-DH      | 董事：王冬勝、財務總監：馮隆春                                                  | 現較少流通 |
| 2010 | 2010年1月1日 | AA-AM      | 行政總裁：洪丕正、財務總監：馮隆春                                              | 流通中     |
| 2010 | 2012年1月1日 | AN-AT      | 行政總裁：洪丕正、財務總監：華實廉（Saleem Razvi）                              | 流通中     |
| 2010 | 2013年1月1日 | AU-AZ      | 行政總裁：洪丕正、財務總監：林傅聰                                              | 流通中     |
| 2010 | 2014年1月1日 | BA-BX      | 行政總裁：洪丕正、財務總監：林傅聰                                              | 流通中     |
| 2010 | 2016年1月1日 | BY-CJ      | 行政總裁：陳秀梅、財務總監：林傅聰                                              | 流通中     |
| 2018 | 2018年1月1日 | AA-AR      | 行政總裁：禤惠儀、財務總監：侯綺雯                                              | 流通中     |
| 2018 | 2020年1月1日 | AS-BD      | 行政總裁：洪丕正、財務總監：龐維哲（Gregory John Powell）                       | 流通中     |

### 中銀香港
| 版本 | 發行年份     | 發行資料 | 簽署                   | 流通情況   |
| ---- | ------------ | -------- | ---------------------- | ---------- |
| 1994 | 1994年5月1日 | AA-BE    | 香港分行總經理：周振興 | 已退出流通 |
| 1994 | 1996年1月1日 | BJ-CM    | 香港分行總經理：羊子林 | 已退出流通 |
| 1994 | 1997年7月1日 | CM-CR    | 香港分行總經理：羊子林 | 已退出流通 |
| 1994 | 1998年1月1日 | CR-DC    | 香港分行總經理：劉金寶 | 已退出流通 |
| 1994 | 1999年1月1日 | DC-ED    | 香港分行總經理：劉金寶 | 已退出流通 |
| 1994 | 2000年1月1日 | AA-CM    | 香港分行總經理：劉金寶 | 已退出流通 |
| 2003 | 2003年7月1日 | AA-CB    | 總裁：和廣北           | 現較少流通 |
| 2003 | 2005年1月1日 | CC-DP    | 總裁：和廣北           | 現較少流通 |
| 2003 | 2006年1月1日 | DP-FL    | 總裁：和廣北           | 現較少流通 |
| 2003 | 2007年1月1日 | FL-HX    | 總裁：和廣北           | 現較少流通 |
| 2003 | 2008年1月1日 | GW-HX    | 總裁：和廣北           | 現較少流通 |
| 2003 | 2009年1月1日 | HX-KJ    | 總裁：和廣北           | 現較少流通 |
| 2010 | 2010年1月1日 | AA-AX    | 總裁：和廣北           | 流通中     |
| 2010 | 2012年1月1日 | AX-DA    | 總裁：和廣北           | 流通中     |
| 2010 | 2013年1月1日 | DA-EQ    | 總裁：和廣北           | 流通中     |
| 2010 | 2014年1月1日 | ER-KF    | 總裁：和廣北           | 流通中     |
| 2010 | 2015年7月1日 | KG-PK    | 總裁：岳毅             | 流通中     |
| 2018 | 2018年1月1日 | AA-CE    | 總裁：高迎欣           | 流通中     |
| 2018 | 2021年1月1日 | CF-EH    | 總裁：孫煜             | 流通中     |

#### 紀念鈔
| 版本 | 發行年份      | 發行量  | 簽署         | 鈔票主題               |
| ---- | ------------- | ------- | ------------ | ---------------------- |
| 2012 | 2012年2月5日  | 200萬張 | 總裁：和廣北 | 中國銀行百年華誕紀念鈔 |
| 2017 | 2017年9月24日 | 500萬張 | 總裁：岳毅   | 中銀香港百年華誕紀念鈔 |